# 西杨乡
西杨乡，是中华人民共和国辽宁省大連市瓦房店市下辖的一个乡镇级行政单位。

## 行政区划
西杨乡下辖以下地区：
渤海村、周山村、车家村、谭家村、万家村、西柏村、西杨村、许家村、二道岭村、三墩台村、马厂村、西楼沟村和苇套农场生活区。